# Mercedes-Benz Group
 (транскр.  Мерцедес-Бенц груп АГ; раније Daimler-Benz, DaimlerChrysler и Daimler) немачки је произвођач аутомобила са седиштем у Штутгарту. Један је од водећих светских произвођача аутомобила. Daimler-Benz је настао 1926. године спајањем предузећа Benz & Cie., најстаријег произвођача аутомобила на свету, и Daimler Motoren Gesellschaft. Године 1998. усваја име DaimlerChrysler након куповине америчког произвођача аутомобила Chrysler Corporation, док 2007. године мења назив у Daimler AG након престанка улагања у Chrysler. До 2021. Daimler AG је био други произвођач аутомобила по производњи у Немачкој и шести у свету. У фебруару 2022. Daimler је променио име у Mercedes-Benz Group.

## Историја

### 1926—1998: Daimler-Benz
Порекло компаније Daimler AG налази се у споразуму од узајамног интереса потписаног 1. маја 1924. године између Benz & Cie (основао је 1883. године Carl Benz) и Daimler Motoren Gesellschaft (основали су га 1890. Gottlieb Daimler и Vilhelm Maibach). Укључивање имена Мерцедес у нови бренд почастило је најважнију серију модела ДМГ аутомобила, серију Мерцедес, коју је дизајнирао и направио Vilhelm Maibach. 
Иако је Daimler-Benz најпознатији по својој аутомобилској марки Mercedes-Benz, током Другог светског рата такође је створио познату серију мотора за немачке авионе, тенкове и подморнице. Daimler је такође производио делове за немачко оружје К98 Маузер.

### 1998—2007: DaimlerChrysler
У такозваном „Спајању једнаких“ или „Брак склопљен на небесима“, између тадашњег извршног директора и архитекти Jürgen E. Schremppu,  Daimler-Benz AG и америчком произвођачу аутомобила "Chrysler Corporation", са седиштем у Сједињеним Државама, најмањим од тада три главна америчка произвођача аутомобила, спојена 1998. године у размени акција  и основала DaimlerChrysler AG. Процењен на 38 милијарди долара, био је то највећи светски прекогранични споразум икада. 
Услови спајања омогућили су Даимлер-Бенз-овим не-аутомобилским пословима, (као што је Daimler-Benz InterServices AG скраћено „дебис АГ“) , да наставе да спроводе своје стратегије ширења. Дебис АГ је пријавио приход од 8,6 милијарди долара у 1997.

### 2007—данас: Daimler AG
У новембру 2014. Даимлер је најавио да ће стећи 25 одсто италијанског произвођача мотоцикала MV Agusta за необјављену накнаду.  MV Holding је у децембру 2017. године купио 25% компаније MV Agusta од компаније Даимлер. 
3. августа 2015. године, Nokia је објавила да је постигла договор о продаји свог одељења за дигиталне мапе Here конзорцијуму од три немачка произвођача аутомобила - BMW, Daimler AG и Volkswagen Group, за 2,8  милијарде евра .  Ово је виђено као показатељ да су произвођачи аутомобила заинтересовани за аутоматизоване аутомобиле.
Кинески произвођач аутомобила Geely преузео је 9,69% удела у компанији, путем подружнице, у фебруару 2018. године, чиме је постао највећи појединачни акционар компаније. Geely је већ познат по власништву компаније Volvo Car Corporation. 
У фебруару 2021 године , Даимлер је рекао да планира да се преименује усвојивши име своје водеће марке, Mercedes-Benz, и  Daimler Truck издвојити у засебну компанију  .  

## Брендови
Даимлер продаје аутомобиле под следећим брендовима широм света:
- Мерцедес-Бенз аутомобили
  - Mercedes-Benz
  - Mercedes-AMG - Возила високих перформанси
  - Mercedes-Maybach
  - Maybach - производња је завршена 2012. године, [14] али ултра-врхунска С класа и ГЛС класа продају се као Mercedes-Maybach
- Даимлер Труцкс
  - Комерцијална возила
  - Freightliner
  - Mercedes-Benz
  - Mitsubishi Fuso
  - Thomas Built Buses
  - Sterling Trucks
    - Western Star
    - BharatBenz

  - Компоненте
    - Alliance Truck Parts
    - Detroit Diesel
- Даимлер аутобуси
  - Аутобуси Mercedes-Benz
  - Orion Bus Industries -  затворен 2013. године
  - Setra
- Mercedes-Benz комби возила
  - Mercedes-Benz (комби група)

### Заједничка улагања и савези

#### Beijing Automotive Group
У фебруару 2013. Даимлер је стекао 12% удела у Beijing Automotive Group Лтд , постајући први западни произвођач аутомобила који је имао удео у кинеској компанији. 
Даимлер сарађује са кинеском компанијом Beiqi Foton (подружницом БАИЦ-а) на производњи и изради  камиона Auman. 

#### Denza
2010. године и Даимлер АГ створили су ново заједничко улагање Shenzhen BYD Daimler Technology Co., Ltd.. Заједничко улагање је 2012. покренуло нову марку Denza да би се специјализовало за електричне аутомобиле.

#### Fujian Benz
2007. Даимлер је створио заједничко улагање са Fujian Motors Group и China Motor Corporation и створио Fujian Benz (првобитно Fujian Daimler Automotive Co.).

#### SsangYong Motors
Између 1990. и 2010. године, SsangYong је склопио партнерство саDaimler-Benz-ом . Договор је био да SsangYong развије СУВ са Мерцедес-Бенз технологијом. Ово је наводно требало да омогући SsangYong да се учврсти на новим тржиштима, а да не мора да гради сопствену инфраструктуру (користећи постојеће Мерцедес-Бенз мреже), а да Мерцедесу даје конкуренцију на тада великом тржишту СУВ- а.  То је резултирало Musso, који је прво продао Мерцедес-Бенз, а касније SsangYong . 

#### СавезRenault-Nissan и Даимлер
7. априла 2010. године, руководиоци компаније Renault-Nissan , Carlos Ghosn и др Dieter Zetsche најавили су партнерство између ове три компаније.  Први плодови савеза у 2012. години укључују дељење мотора ( Infiniti Q50користи Мерцедес-ове дизел моторе)  и пререгистровани Renault Kangoo који се продаје као Mercedes-Benz Citan . 

## Формула један
16. новембра 2009. године, Даимлер и Aabar Investments купили су 75,1% удела у Brawn GP (Даимлер држи 45,1%). Компанија је преименована у Mercedes GP са седиштем у Brackley-у у Великој Британији, а Ross Brawn-ом преосталим директором тима. Куповина компаније Бравн довела је до тога да је Даимлер фазно продао свој удео у McLaren, завршен 2011. Мерцедес је наставио да пружа спонзорство и моторе McLaren до 2014. године.
Пре сезоне 2011, Даимлер и Aabar купили су преосталих 24,9% удела у власништву менаџмент тима, у фебруару 2011.  У новембру 2012. Aabar  продао је преостале акције, остављајући тим (преименован у Mercedes AMG Petronas F1 Теам) у потпуном власништву Даимлера. 
Даимлер такође поседује Mercedes AMG погонске агрегате високих перформанси који су, од Мерцедеса АМГ Петронас, од 2021. године испоручивали моторе Aston Martin,  Williams  и McLaren.